# Ixamatus broomi
Ixamatus broomi là một loài nhện trong họ Nemesiidae.
Ixamatus broomi được miêu tả năm 1901 bởi Hogg.